# 南卡羅萊納州州旗
南卡羅萊納州州旗是美国南卡罗来纳州的象征，它由一片蓝色的田野、一棵白色的棕榈树和一弯白色的新月组成。自1775年以来，这个设计就以某种形式存在了，它是基于美國獨立戰爭时期的第一面旗帜设计的。

## 历史

莫尔特里旗（也称为“自由旗”）

国旗的初稿

2日旗

南卡罗来纳州旗（1861年）

主权/分裂国家旗帜

革命和内战期间的南卡罗来纳州海军旗帜

### 莫尔特里旗
1775年，美国革命安全委员会要求上校威廉·莫尔特里设计一面旗帜，供南卡罗莱纳军队在美国独立战争期间使用。莫尔特里的设计是民兵制服的蓝色和帽徽上的新月图案。它首先在约翰逊堡使用。
这面旗帜曾在沙利文岛的一座新堡垒上飘扬，当时莫尔特里面对的是一个世纪以来从未输过一仗的英国舰队。在1776年6月28日长达16个小时的战斗中，国旗被击落了，但军士威廉·贾斯帕跑到空旷的地方，举起它，召集部队，直到它可以再次升起。这一姿态是如此英勇，使南卡罗来纳的查尔斯顿在四年的时间里免于被征服，以致这面旗帜成为该州和新国家革命和自由的象征。
很快，这面旗帜就被称为自由旗或莫尔特里旗，成为南卡罗莱纳民兵的旗帜，并在查尔斯顿市战争结束解放时由纳瑟内尔·格林少将赠送。格林说这是第一面在南方飘扬的美国的旗帜。

### 南北战争
棕榈树是在1861年被添加的，也指莫尔特里对沙利文岛的防御。他建造的堡垒之所以能够留存下来，很大程度上是因为沙墙上的棕榈树能够抵挡英国的大炮。

## 外部連結
- Netstate.com: South Carolina State Flag （页面存档备份，存于）
- What Is That Red South Carolina Flag? （页面存档备份，存于）